# Lydia Longley
Pour les articles homonymes, voir Longley.
Lydia Longley, née le 12 avril 1674 à Groton et décédée le 20 juillet 1758, à Montréal, est une religieuse de la Congrégation de Notre-Dame de Montréal originaire de Nouvelle-Angleterre. Elle a été baptisée Lydia-Madeleine le 24 avril 1696 et a ensuite pris le nom de Sainte-Madeleine lors de la profession de ses vœux religieux. Elle est connue comme étant la « première religieuse américaine » d'après le roman biographique romancé écrit par Helen A. McCarthy,.

## Biographie

### Enfance et adolescence
Lydia Longley est la fille de William Longley et de sa femme Lydia, dont le nom de jeune fille est inconnue. Elle naît dans la ville de Groton, au Massachusetts, le 12 avril 1674. Sa mère décède avant que la jeune fille n'atteigne l'âge de dix ans et son père se remarie en 1685 avec une femme du nom de Deliverance Crisp. La famille Longley est typique des communautés puritaines de l'époque. Elle comprend huit enfants et exploite une terre de trente acres, y élevant des animaux et y faisant pousser du maïs. Lydia Longley y passe les vingt première années de sa vie. Il est probable qu'elle ait reçu les rudiments d'une éducation de base durant cette période.

### Captivité
Durant la première guerre intercoloniale, les conflits entre les peuples autochtones alliés aux colonies françaises et les populations des colonies de la Nouvelle-Angleterre se multiplient. Lors d'une telle attaque sur la ville de Groton, le 27 juillet 1694, les parents de Longley et cinq de ses frères et sœurs sont tués alors qu'elle est prise en captivité au côté de son frère John et de sa sœur Betty. Emmenée à Ville-Marie, en Nouvelle-France, Lydia y est achetée en tant que captive, puis « placée sous la protection de la famille Le Ber ». Elle habite dans la demeure des Le Ber jusqu'en mars 1696. Pendant cette période, elle côtoie Jeanne Le Ber et se lie d'amitié avec Mary Sayward, elle aussi originaire de Nouvelle-Angleterre. Henri-Antoine Meriel, sulpicien et directeur spirituel des élèves de la Congrégation de Notre-Dame, participait à cette époque aux communications avec les captifs, parlant l'anglais couramment. Il est cité comme l'une des personnes qui a facilité l'intégration de Longley à Ville-Marie. C'est une grande période d'apprentissage pour Longley. En plus de s'adapter à son nouvel environnement en apprenant le français, elle entre en contact avec les rites catholiques dans la maisonnée des Le Ber.

### Conversion au catholicisme et vie religieuse

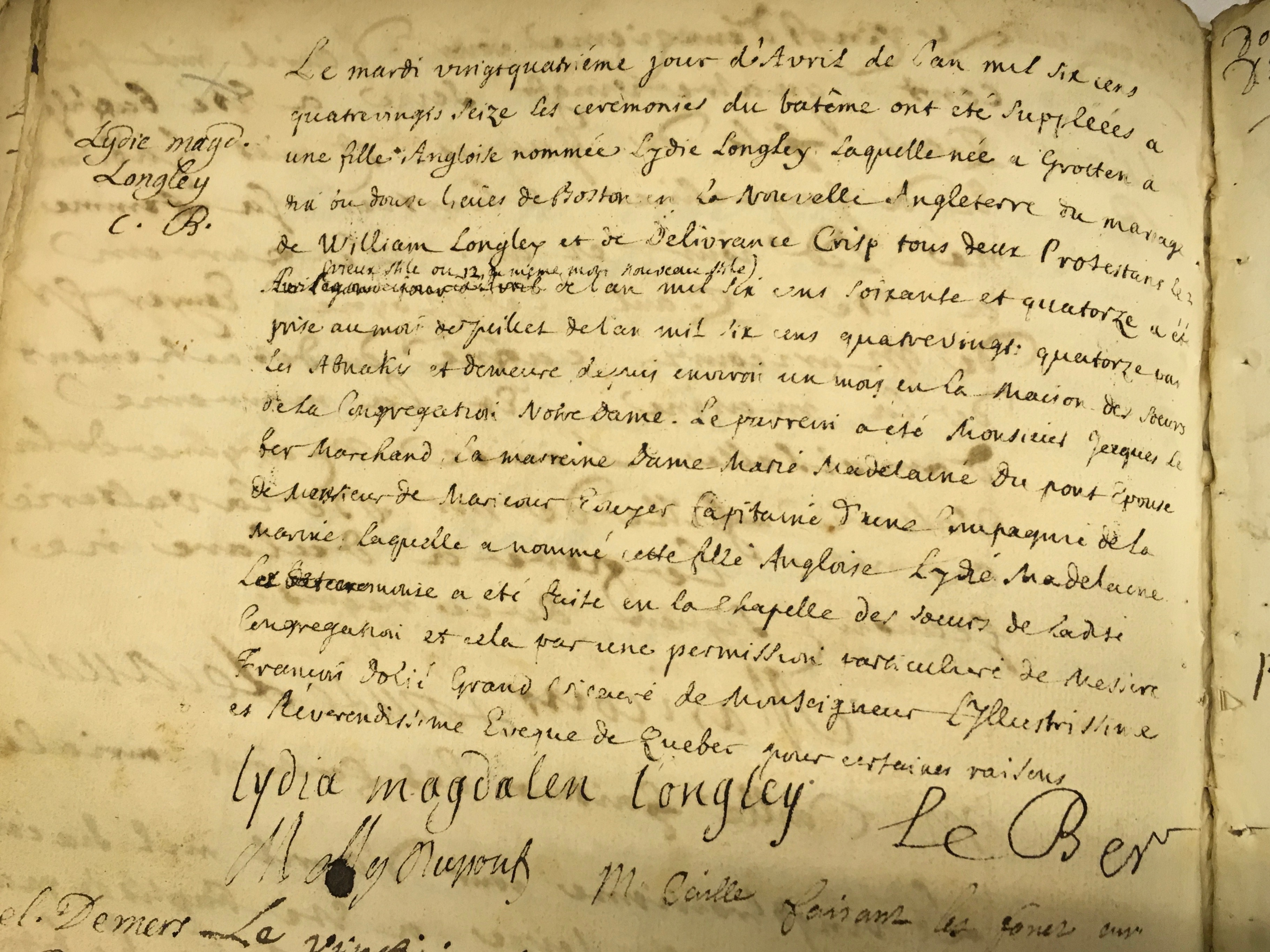
Acte de baptême de Lydia Longley dans le registre des naissances de la paroisse Notre-Dame.

Éventuellement, Lydia exprime sa volonté de se convertir au catholicisme. Le 24 mars 1696, elle est confiée au tutorat de Marguerite Bourgeoys, puis est baptisée un mois plus tard, le 24 avril, sous le nom de Lydia-Madeleine. En décembre 1696, elle entre dans la Congrégation de Notre-Dame. Elle prononce ses vœux simples le 16 septembre 1699, la première captive d'origine américaine à faire cette profession au sein de la congrégation. Elle passe le reste de sa vie à œuvrer au sein de la communauté religieuse, à Montréal et éventuellement en tant que supérieure de la mission de Sainte-Famille, sur l'Île d'Orléans. Elle communiquera sporadiquement avec certains des descendants de sa famille qui continuent d'habiter la région de Groton,. Elle décède le 20 juillet 1758.

## Postérité
En 1958, Helen A. McCarthy publie une biographie romancée qui relate les événements de la vie de Longley sous le titre Lydia Longley : the First American Nun. Le livre est publié par Farrar, Strauss et Cudahy de New York et est destinée aux enfants. Il est en partie responsable pour la popularisation de l'histoire de Longley en tant que récit de captivité.